# Antrodiella pachycheiles
Antrodiella pachycheiles är en svampart som först beskrevs av Ellis & Everh., och fick sitt nu gällande namn av Miettinen & Niemelä 2006. Antrodiella pachycheiles ingår i släktet Antrodiella och familjen Phanerochaetaceae.   Inga underarter finns listade i Catalogue of Life.